# 102 Eskadra IAF

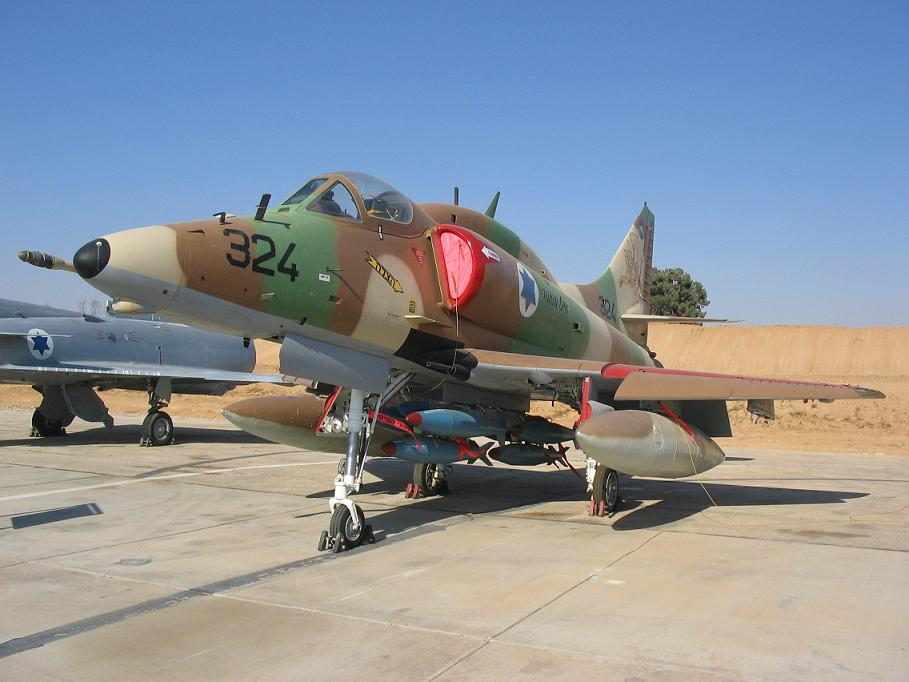
A-4N Skyhawk

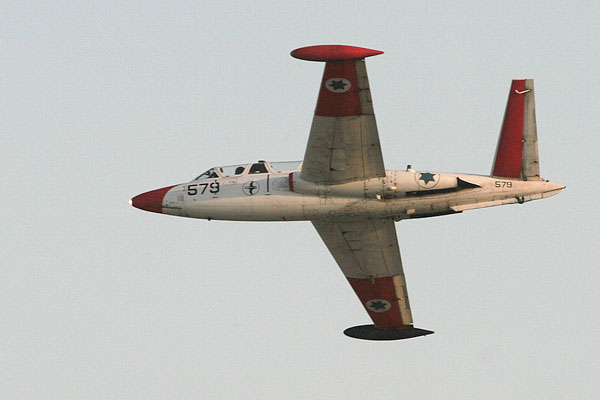
Fouga CM.170 Magister

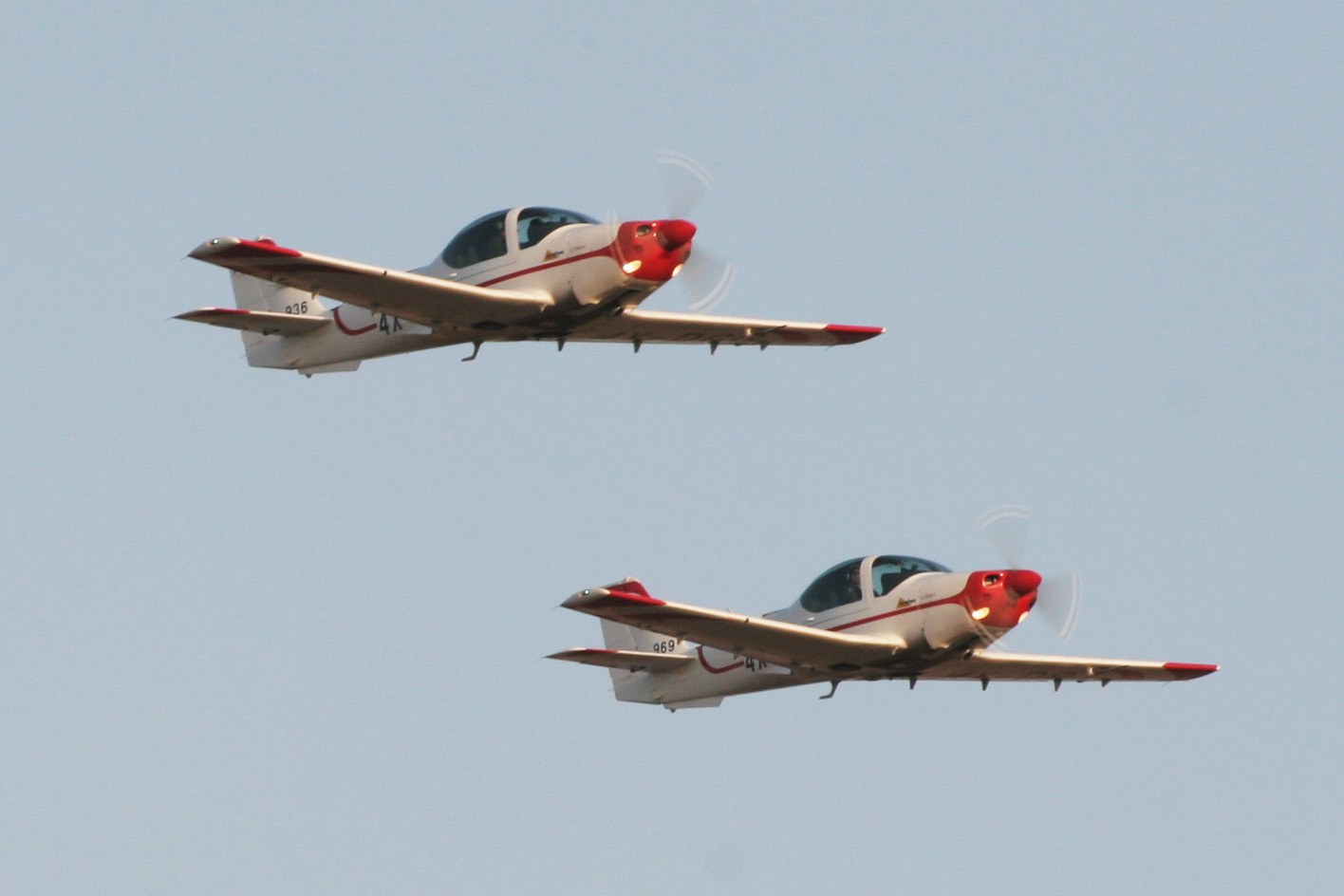
Grob G-120A

102 Eskadra (hebr. Ha'Namer Ha'Meofeef, Latający Tygrys) – eskadra Sił Powietrznych Izraela spełniająca zadania szkoleniowe, bazująca w Chacerim i Tel Nof w Izraelu.

## Historia
Od 1968 w skład 102 Eskadry wchodziły 24 samoloty szturmowe A-4H Skyhawk. Przed 1975 zmodernizowano sprzęt latający wprowadzając do użycia 30 samolotów Skyhawk w wersji A-4N, rozpoczynając jednocześnia szkolenia pilotów. Od tego czasu 102 Eskadra wypełnia zadania nauki i doskonalenia pilotażu w Akademii Pilotażu Sił Powietrznych Izraela w bazie lotniczej Chacerim.
Począwszy od lipca 2005, podstawowym samolotem szkoleniowym 102 Eskadry był samolot szturmowy Skyhawk w wersjach A-4N i TA-4J. Prawdopodobnie od 2006 eskadra wykorzystuje także samoloty wielozadaniowe F-16.

## Wyposażenie
Na wyposażeniu 102 Eskadry znajdują się następujące samoloty:
- samoloty szturmowe A-4 Ahit,
- samoloty wielozadaniowe F-16,
- samoloty szkolne Grob G-120A,
- samoloty szkolne Fouga CM.170 Magister,
- lekkie helikoptery Bell 206B Seyfan,
- helikoptery szturmowe AH-1 Cefa.